# Open Road: 21st Anniversary
Open Road: 21st Anniversary er en jubilæumsudgivelse af Gary Barlow. Albummet markere 21-års jubilæet for Barlows debutalbum Open Road der udkom i 1997 efter Take That’s opløsning. Open Road: 21st Anniversary blev udgivet den 13. april 2018 af Polydor Records.
Open Road: 21st Anniversary peakede som nr. 25 på den britiske hitliste, albummet indtog også en 8. plads på den skotske hitliste.
Albummet indeholder alle sangene fra det originale album fra 1997, hertil nu også tidligere uudgivet demoer samt sangene Superhero og Cuddly Toy der før i tiden kun var udgivet i USA.

## Singler
1. "Superhero" blev udgivet som albummets første single. Højeste britiske placering var som nr. 107 på den officielle hitliste.
2. "Cuddly Toy" blev udgivet som albummets anden og sidste single.

## Trackliste

### 1997-version
1. "Love Won’t Wait"
2. "So Help Me Girl"
3. "My Commitment"
4. "Hang On in There Baby"
5. "Are You Ready Now"
6. "Everything I Ever Wanted"
7. "I Fall So Deep"
8. "Lay Down for Love"
9. "Forever Love"
10. "Never Knew"
11. "Open Road"
12. "Always"

### 2018-version
13. So Help Me Girl (Radio 1 Session)
14. Hang On In There Baby (Radio 1 Session)
15. Are You Ready Now (Demo)
16. Everything I Ever Wanted (Demo)
17. Lay Down For Love (Demo)
18. Forever Love (Demo)
19. Never Knew (Demo)
20. Open Road (Demo)
21. The Meaning Of A Love Song
22. Cuddly Toy
23. Superhero

## Charts
| Hitlisterne fra 2018 | Højeste placering |
| -------------------- | ----------------- |
| Skotland (OCC)       | 8                 |
| England (OCC)        | 25                |